# ورنر براندس
ورنر براندس (آلمانی: Werner Brandes؛ ۱۰ ژوئیه ۱۸۸۹ – ۳۰ سپتامبر ۱۹۶۸) فیلم‌بردار اهل آلمان بود.
از فیلم‌ها یا مجموعه‌های تلویزیونی که وی در آن‌ها نقش داشته است می‌توان به رؤیاهایی که با پول می‌توان خرید، مولن روژ و پیکدیلی اشاره نمود.